# Sayyidah Zaynab
Sayyidah Zaynab (tiếng Ả Rập: السيدة زينب; có nghĩa là "Lady Zaynab"), thường được gọi là Set Zaynab, là một thị trấn thuộc Tỉnh bang Dimashq của Syria, 10 km (6 mi) phía nam Damascus, thủ đô quốc gia. Với dân số 136.427 (điều tra dân số năm 2004), đây là thành phố đông dân thứ 10 ở Syria và là thành phố vệ tinh đông dân nhất của Damascus. Về mặt hành chính, thị trấn nằm ở quận Markaz Rif Dimashq và thuộc về nahiyah ("phó huyện") của Babbila. Thành phố Sayyidah Zaynab vẫn được coi là một cộng đồng nông thôn bởi chính quyền của Rif Dimashq.

## Từ nguyên
Tên của thị trấn bắt nguồn từ ngôi đền chứa mộ của Zaynab, con gái của 'Alī và Fātimah và cháu gái của Muhammad. Người Hồi giáo Shī'a tin rằng Nhà thờ Hồi giáo Sayyidah Zaynab là nơi chôn cất đích thực của Lady Zaynab, trong khi nhà thờ Hồi giáo ở Cairo cùng tên thuộc về Zaynab bint Yahya bint Zayd bint 'Alī Zayn al-' cháu gái của Imam).

## Tầm quan trọng của tôn giáo
Sayyidah Zaynab là một trong những điểm đến quan trọng nhất đối với người hành hương Hồi giáo Shī'a. Nó cũng đã trở thành một trung tâm học tập quan trọng trong thế giới Sh'i. Vào những năm 1980, trong Chiến tranh Iran của Iraq, cũng như trong những năm 1990, dòng chảy của du khách tăng lên đáng kể vì các đền thờ Sh'a ở Iraq không thể truy cập được. Cho đến năm 2011, khoảng 1 triệu khách du lịch đã đến thăm thị trấn Sayyidah Zaynab mỗi năm.
Những người hành hương Hồi giáo Sh especially'a đặc biệt đã đến thị trấn đền thờ Sayyidah Zaynab để cầu xin sự chữa lành.
Hiện tại, 33 trường công lập và một số tổ chức tôn giáo đang hoạt động trong thị trấn.

## Lịch sử gần đây
Vào ngày 27 tháng 9 năm 2008, đã có một vụ đánh bom xe vào ngã tư dẫn đến nhà thờ Hồi giáo, khiến 17 người thiệt mạng với 17 người khác bị thương.
Vào ngày 14 tháng 6 năm 2012, thị trấn trở thành mục tiêu của một vụ đánh bom xe tự sát, trong đó có khoảng 14 người bị thương nặng.
Kể từ giữa mùa hè 2012, thị trấn đã bị tấn công từ các chiến binh vũ trang ở các thị trấn Sunni lân cận. Nhiều gia đình chính phủ Shia và pro đã bị đuổi ra khỏi nhà ở miền nam Damascus và tìm nơi ẩn náu ở Sayyidah Zaynab. Việc pháo kích liên tục trở nên thường xuyên hơn ở thị trấn Shia chủ yếu này và việc tên lửa hạ cánh xuống những nơi ngẫu nhiên trong thị trấn trở nên phổ biến. Vào tháng 1 năm 2013, một quả đạn súng cối đã rơi xuống đền Sayyidah Zaynab gây ra một số thiệt hại cho một trong những ngọn tháp. Sayyidah Zaynab được báo cáo là một thành trì của chính phủ vào ngày 7 tháng 12 năm 2012. vào ngày 4 tháng 2 năm 2013, có thông tin rằng Sayyidah Zaynab đã bị tranh chấp giữa phiến quân và hezbollah/iraqis.
Vào ngày 31 tháng 1 năm 2016, ít nhất 71 người đã thiệt mạng trong vụ nổ bom kép ở khu vực Koa sodhda, gần Nhà thờ Hồi giáo Sayyidah Zaynab. Ít nhất 40 người cũng bị thương trong các vụ nổ, nguyên nhân là do bom xe. Các cuộc tấn công diễn ra khi các đại biểu từ chính phủ Syria và các nhóm đối lập tập trung tại Geneva để đàm phán hòa bình tạm thời.
Vào ngày 21 tháng 2 năm 2016, ít nhất 134 người đã thiệt mạng và hơn 180 người bị thương trong bốn vụ nổ bao gồm một quả bom xe và hai vụ nổ tự sát. Nhà nước Hồi giáo tự nhận trách nhiệm.
ISIL đã nhận trách nhiệm về vụ nổ bom hồi tháng 6 khiến 55 người bị thương. SANA báo cáo 12 người thiệt mạng, trong khi SOHR cho biết 20 người chết.